# TV Bühl/Daten, Namen, Zahlen
Dieser Artikel dient der Darstellung ergänzender Listen zum TV Bühl.

## Spielerkader Volleyball

### Saison 2021/22
| Name                                                                                    | Nr. | Nation      | Größe  | Geburtsdatum  | Position |
| --------------------------------------------------------------------------------------- | --- | ----------- | ------ | ------------- | -------- |
| Alexander Duncan-Thibault                                                               | 9   | Kanada      | 2,00 m | 4. Mai 1994   | D        |
| Florian Esly                                                                            | 2   | Deutschland | 1,89 m | 20. Feb. 1991 | AA       |
| Tim Johansson                                                                           | 11  | Schweden    | 1,96 m | 8. Okt. 2001  | MB       |
| Kacper Kałucki                                                                          | 1   | Polen       | 1,91 m | 4. März 2002  | AA       |
| Thomas Martin                                                                           | 4   | Kanada      | 1,83 m | 11. Juni 1997 | Z        |
| Philipp Oster                                                                           | 12  | Deutschland | 1,85 m | 20. Feb. 2000 | Z        |
| Robin Stolle                                                                            | 7   | Deutschland | 1,94 m | 3. Aug. 2000  | D        |
| Eric Storz                                                                              | 10  | Deutschland | 1,93 m | 18. Jan. 2001 | AA       |
| Jonas Treder                                                                            | 8   | Deutschland | 1,81 m | 1. März 2000  | L        |
| Andaç Tümkaya                                                                           | 5   | Deutschland | 1,87 m | 19. Sep. 1999 | L        |
| Elias Walter                                                                            | 18  | Deutschland | 2,08 m | 3. Aug. 2000  | MB       |
| Christian Weimann                                                                       | 3   | Deutschland | 1,89 m | 4. März 2002  | MB       |
| Positionen: AA = Annahme/Außen, D = Diagonal, L = Libero, MB = Mittelblock, Z = Zuspiel |     |             |        |               |          |

### Saison 2020/21

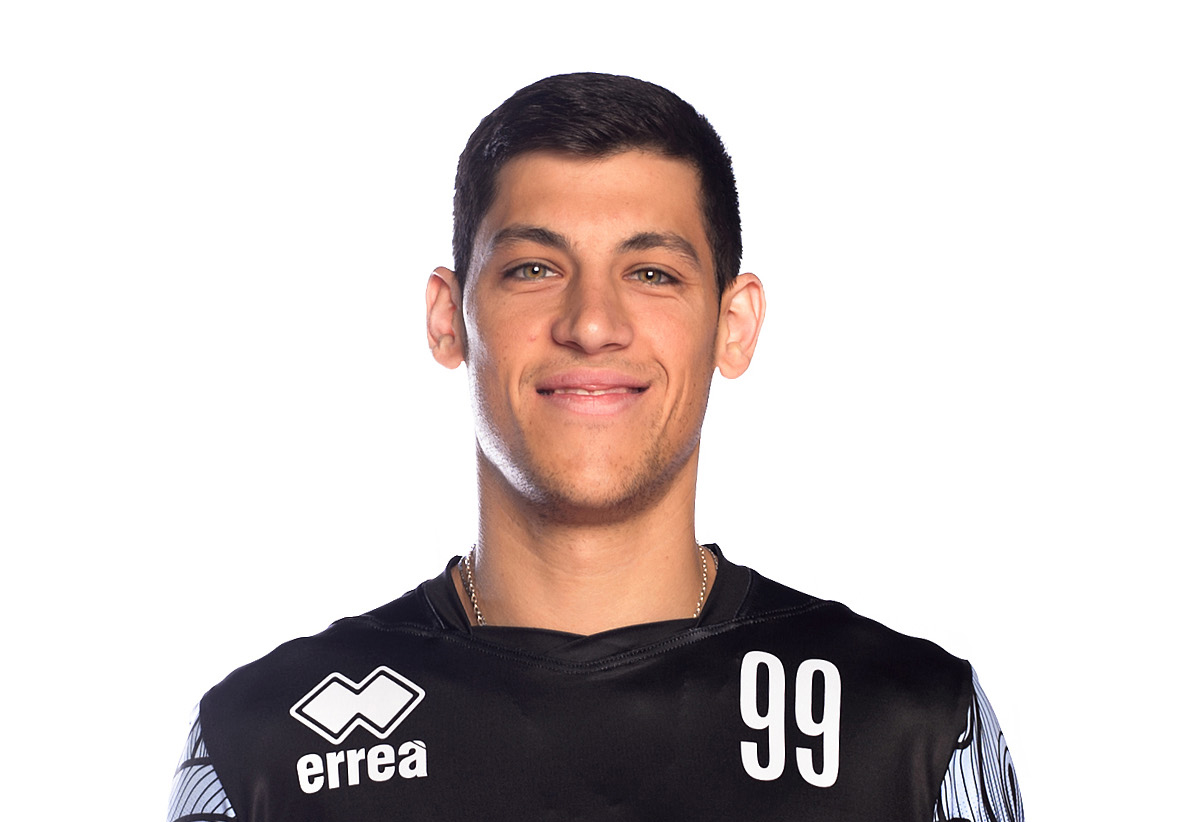
Tomas Lopez (Legavolley 2019)

| Name                                                                                    | Nr. | Nation      | Größe  | Geburtsdatum  | Position |
| --------------------------------------------------------------------------------------- | --- | ----------- | ------ | ------------- | -------- |
| Luciano Aloisi                                                                          | 6   | Italien     | 1,85 m | 18. Okt. 2002 | Z        |
| Simon Gallas                                                                            | 5   | Deutschland | 2,01 m | 1. Okt. 2001  | AA       |
| Paul Henning                                                                            | 8   | Deutschland | 2,02 m | 28. Sep. 1997 | MB       |
| Mathäus Jurkovics                                                                       | 9   | Österreich  | 2,11 m | 27. Apr. 1998 | MB       |
| Niklas Kronthaler                                                                       | 15  | Österreich  | 1,92 m | 14. Mai 1994  | AA       |
| Tomás López                                                                             | 17  | Argentinien | 1,90 m | 12. Sep. 1994 | AA       |
| Leon Meier                                                                              | 11  | Deutschland | 2,04 m | 28. Jan. 2002 | AA       |
| Florian Ringseis                                                                        | 14  | Österreich  | 1,88 m | 9. Juli 1992  | L        |
| Tim Stöhr                                                                               | 2   | Deutschland | 2,02 m | 3. Aug. 1996  | AA       |
| Alpár József Szabó                                                                      | 1   | Ungarn      | 2,02 m | 26. Juli 1990 | MB       |
| Stefan Thiel                                                                            | 3   | Deutschland | 1,85 m | 15. Okt. 1997 | Z        |
| Edvinas Vaškelis                                                                        | 11  | Litauen     | 1,94 m | 20. Juni 1996 | D        |
| Positionen: AA = Annahme/Außen, D = Diagonal, L = Libero, MB = Mittelblock, Z = Zuspiel |     |             |        |               |          |

### Saison 2019/20

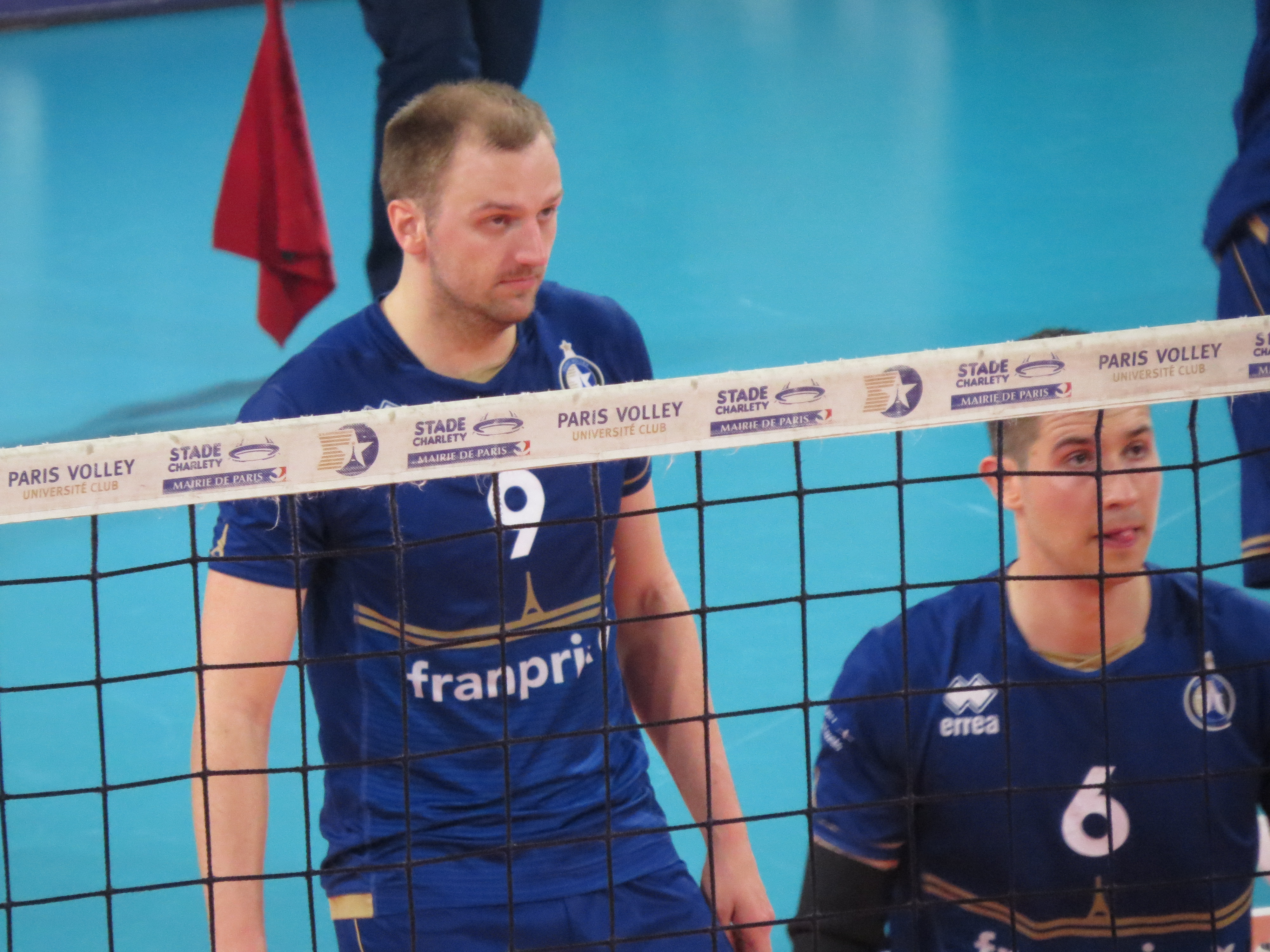
Gregory Petty in der Begegnung Paris Volley - Saint-Nazaire am 3. Mai 2019

| Name                                                                                    | Nr. | Nation             | Größe  | Geburtsdatum  | Position |
| --------------------------------------------------------------------------------------- | --- | ------------------ | ------ | ------------- | -------- |
| Corbin Balster                                                                          | 17  | Deutschland        | 2,00 m | 3. März 1997  | AA       |
| Lukas Demar                                                                             | 6   | Frankreich         | 1,99 m | 23. Sep. 1996 | AA       |
| Yannick Goralik                                                                         | 4   | Deutschland        | 2,06 m | 23. Okt. 1997 | MB       |
| Felix Orthmann                                                                          | 12  | Deutschland        | 1,98 m | 1. Juni 1996  | AA       |
| Gregory Petty                                                                           | 9   | Vereinigte Staaten | 1,96 m | 5. Juni 1993  | AA       |
| Anton Qafarena                                                                          | 14  | Albanien           | 2,04 m | 11. Juni 1997 | D        |
| Sébastian Roatta                                                                        | 11  | Frankreich         | 2,02 m | 1. März 1996  | MB       |
| Mario Schmidgall                                                                        | 13  | Deutschland        | 2,06 m | 2. Mai 1998   | Z        |
| Tim Stöhr                                                                               | 2   | Deutschland        | 2,02 m | 3. Aug. 1996  | AA       |
| Alpár József Szabó                                                                      | 1   | Ungarn             | 2,02 m | 26. Juli 1990 | MB       |
| Stefan Thiel                                                                            | 3   | Deutschland        | 1,85 m | 15. Okt. 1997 | Z        |
| Edvinas Vaškelis                                                                        | 7   | Litauen            | 1,94 m | 20. Juni 1996 | D        |
| Positionen: AA = Annahme/Außen, D = Diagonal, L = Libero, MB = Mittelblock, Z = Zuspiel |     |                    |        |               |          |

### Saison 2018/19

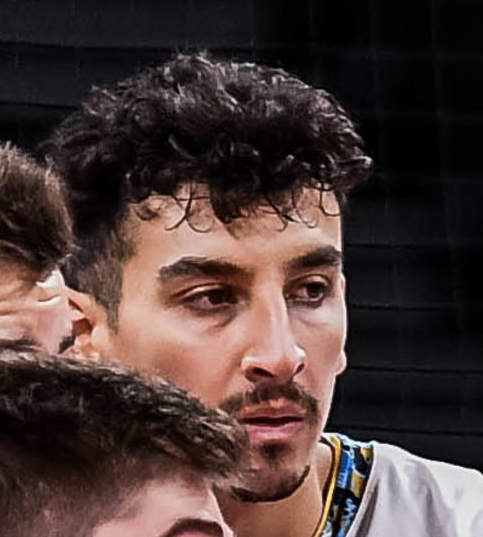
Der Olympiadritte Bruno Lima

| Name                                                                                    | Nr. | Nation             | Größe  | Geburtsdatum  | Position |
| --------------------------------------------------------------------------------------- | --- | ------------------ | ------ | ------------- | -------- |
| Jacob Edward Arnitz                                                                     | 17  | Vereinigte Staaten | 2,01 m | 15. Juli 1995 | AA       |
| Corbin Balster                                                                          | 17  | Deutschland        | 2,00 m | 3. März 1997  | AA       |
| Simon Gallas                                                                            | 18  | Deutschland        | 2,01 m | 1. Okt. 2001  | AA       |
| Yannick Goralik                                                                         | 4   | Deutschland        | 2,06 m | 23. Okt. 1997 | MB       |
| Bruno Lima                                                                              | 1   | Argentinien        | 1,98 m | 4. Feb. 1996  | D        |
| David Oliver Martin                                                                     | 8   | Vereinigte Staaten | 2,10 m | 30. März 1995 | MB       |
| Felix Orthmann                                                                          | 12  | Deutschland        | 1,98 m | 1. Juni 1996  | AA       |
| Anton Qafarena                                                                          | 14  | Albanien           | 2,04 m | 11. Juni 1997 | D        |
| Tomás Ruiz                                                                              | 5   | Argentinien        | 1,75 m | 16. Apr. 1992 | L        |
| Mario Schmidgall                                                                        | 13  | Deutschland        | 2,06 m | 2. Mai 1998   | Z        |
| Matthew Alan Seifert                                                                    | 9   | Vereinigte Staaten | 2,10 m | 11. Dez. 1992 | MB       |
| Akhrorjon Sobirov                                                                       | 15  | Usbekistan         | 2,09 m | 6. Apr. 1990  | MB       |
| Tim Stöhr                                                                               | 2   | Deutschland        | 2,02 m | 3. Aug. 1996  | AA       |
| Stefan Thiel                                                                            | 3   | Deutschland        | 1,85 m | 15. Okt. 1997 | Z        |
| Positionen: AA = Annahme/Außen, D = Diagonal, L = Libero, MB = Mittelblock, Z = Zuspiel |     |                    |        |               |          |

### Saison 2017/18
| Name                                                                                    | Nr. | Nation                       | Größe  | Geburtsdatum  | Position |
| --------------------------------------------------------------------------------------- | --- | ---------------------------- | ------ | ------------- | -------- |
| Corbin Balster                                                                          | 17  | Deutschland                  | 2,00 m | 3. März 1997  | AA       |
| Oleksandr Dmytrijew                                                                     | 3   | Ukraine                      | 1,96 m | 20. Juli 1987 | Z        |
| Yannick Goralik                                                                         | 4   | Deutschland                  | 2,06 m | 23. Okt. 1997 | MB       |
| Juri Alexejewitsch Kruschkow                                                            | 1   | Russland                     | 2,00 m | 14. März 1994 | D        |
| Magloire Nzeza Mayaula                                                                  | 7   | Demokratische Republik Kongo | 2,02 m | 6. Juni 1993  | MB       |
| Felix Orthmann                                                                          | 12  | Deutschland                  | 1,98 m | 1. Juni 1996  | AA       |
| David Pettersson                                                                        | 9   | Schweden                     | 2,05 m | 21. Jan. 1994 | MB       |
| Anton Qafarena                                                                          | 14  | Albanien                     | 2,04 m | 11. Juni 1997 | D        |
| Tomás Ruiz                                                                              | 5   | Argentinien                  | 1,75 m | 16. Apr. 1992 | L        |
| Mario Schmidgall                                                                        | 13  | Deutschland                  | 2,06 m | 2. Mai 1998   | Z        |
| Tim Stöhr                                                                               | 2   | Deutschland                  | 2,02 m | 3. Aug. 1996  | AA       |
| Masahiro Yanagida                                                                       | 8   | Japan                        | 1,86 m | 6. Juli 1992  | AA       |
| Chris Zuidberg                                                                          | 6   | Niederlande                  | 2,01 m | 2. Sep. 1994  | MB       |
| Positionen: AA = Annahme/Außen, D = Diagonal, L = Libero, MB = Mittelblock, Z = Zuspiel |     |                              |        |               |          |

### Saison 2016/17
| Name                                                                                    | Nr. | Nation                       | Größe  | Geburtsdatum  | Position |
| --------------------------------------------------------------------------------------- | --- | ---------------------------- | ------ | ------------- | -------- |
| Noah Baxpöhler                                                                          | 4   | Deutschland                  | 2,08 m | 13. Aug. 1993 | MB       |
| Kristen Cléro                                                                           | 9   | Deutschland                  | 1,79 m | 24. Sep. 1990 | Z        |
| Juan Ignacio Finoli                                                                     | 10  | Argentinien                  | 1,89 m | 5. Nov. 1991  | Z        |
| Sławomir Jungiewicz                                                                     | 1   | Polen                        | 1,95 m | 21. Juni 1989 | D        |
| Bartosz Kaczmarek                                                                       | 3   | Polen                        | 1,84 m | 17. Jan. 1991 | L        |
| Magloire Nzeza Mayaula                                                                  | 7   | Demokratische Republik Kongo | 2,02 m | 6. Juni 1993  | MB       |
| Felix Orthmann                                                                          | 12  | Deutschland                  | 1,98 m | 1. Juni 1996  | D        |
| Jens Sandmeier                                                                          | 8   | Österreich                   | 2,00 m | 16. Aug. 1995 | AA       |
| Akhrorjon Sobirov                                                                       | 15  | Usbekistan                   | 2,09 m | 6. Apr. 1990  | MB       |
| Tim Stöhr                                                                               | 2   | Deutschland                  | 2,02 m | 3. Aug. 1996  | AA       |
| Ilya Žhilin                                                                             | 6   | Russland                     | 1,96 m | 10. Mai 1985  | AA       |
| Positionen: AA = Annahme/Außen, D = Diagonal, L = Libero, MB = Mittelblock, Z = Zuspiel |     |                              |        |               |          |

### Saison 2015/16

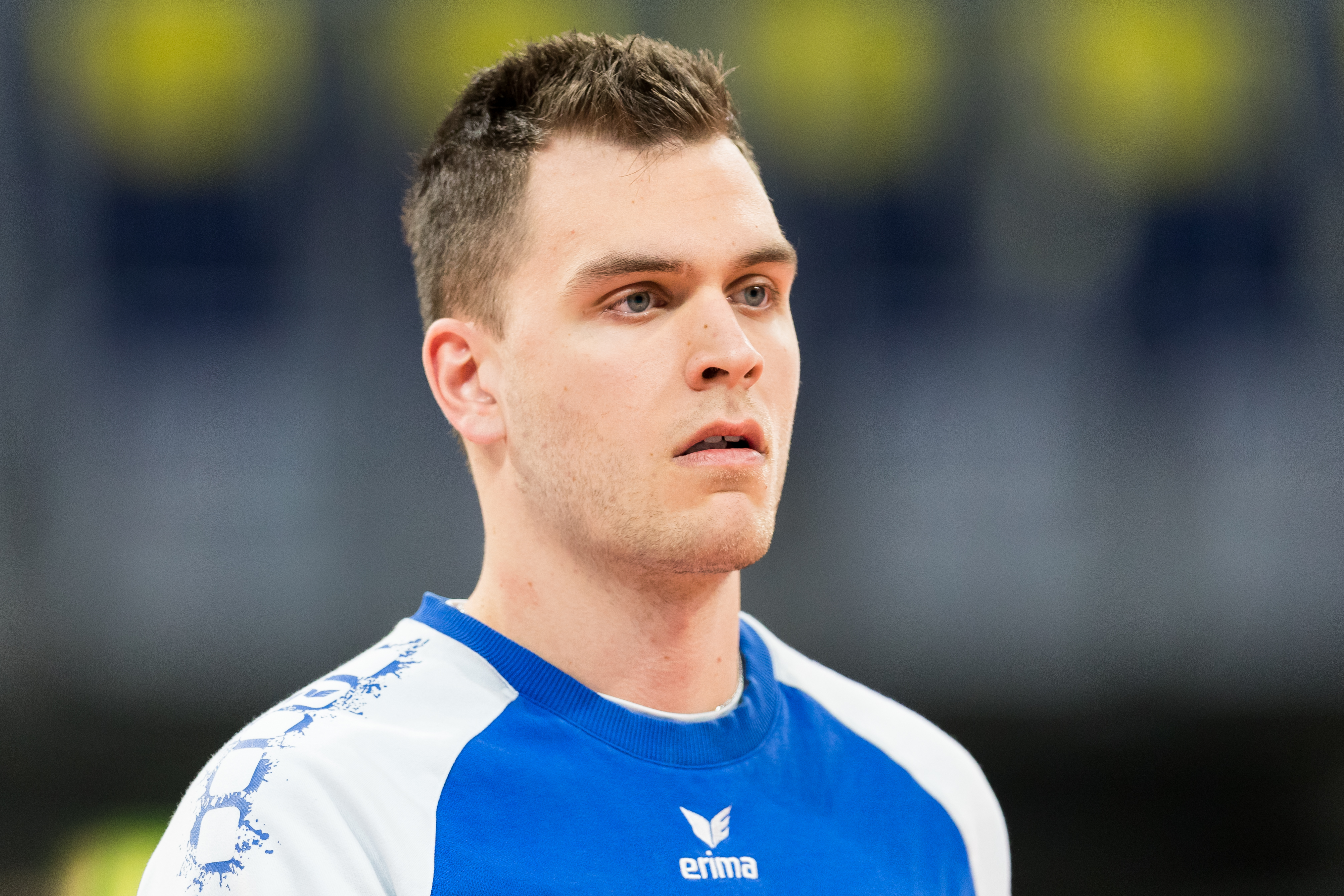
David Sossenheimer im DVV-Pokalfinale 2019

| Name                                                                                    | Nr. | Nation                       | Größe  | Geburtsdatum  | Position |
| --------------------------------------------------------------------------------------- | --- | ---------------------------- | ------ | ------------- | -------- |
| Paul Buchegger                                                                          | 17  | Österreich                   | 2,04 m | 4. März 1996  | D        |
| Kristen Cléro                                                                           | 9   | Deutschland                  | 1,79 m | 24. Sep. 1990 | Z        |
| Magloire Nzeza Mayaula                                                                  | 7   | Demokratische Republik Kongo | 2,02 m | 6. Juni 1993  | MB       |
| Graham McIlvaine                                                                        | 1   | Vereinigte Staaten           | 2,02 m | 2. Aug. 1992  | Z        |
| Dávid Molnár                                                                            | 11  | Ungarn                       | 1,93 m | 22. Nov. 1984 | L        |
| Nehemiah Mote                                                                           | 12  | Australien                   | 2,03 m | 21. Juni 1993 | MB       |
| Péter Nagy                                                                              | 8   | Ungarn                       | 1,95 m | 15. Mai 1984  | D        |
| Peter James Russell                                                                     | 14  | Vereinigte Staaten           | 1,98 m | 22. Feb. 1992 | AA       |
| Jens Sandmeier                                                                          | 10  | Österreich                   | 2,00 m | 16. Aug. 1995 | AA       |
| Robert Schramm                                                                          | 13  | Deutschland                  | 2,06 m | 16. Dez. 1989 | MB       |
| David Sossenheimer                                                                      | 5   | Deutschland                  | 1,93 m | 21. Juni 1996 | AA       |
| Positionen: AA = Annahme/Außen, D = Diagonal, L = Libero, MB = Mittelblock, Z = Zuspiel |     |                              |        |               |          |

### Saison 2014/15
| Name                                                                                    | Nr. | Nation                       | Größe  | Geburtsdatum  | Position |
| --------------------------------------------------------------------------------------- | --- | ---------------------------- | ------ | ------------- | -------- |
| Paul Buchegger                                                                          | 17  | Österreich                   | 2,04 m | 4. März 1996  | D        |
| Kristen Cléro                                                                           | 9   | Deutschland                  | 1,79 m | 24. Sep. 1990 | Z        |
| Lubos Kostolani                                                                         | 18  | Slowakei                     | 2,03 m | 28. Nov. 1990 | D        |
| Richard Mauler                                                                          | 3   | Tschechien                   | 1,94 m | 28. Sep. 1989 | Z        |
| Magloire Nzeza Mayaula                                                                  | 7   | Demokratische Republik Kongo | 2,02 m | 6. Juni 1993  | MB       |
| Dávid Molnár                                                                            | 11  | Ungarn                       | 1,93 m | 22. Nov. 1984 | L        |
| Nehemiah Mote                                                                           | 12  | Australien                   | 2,03 m | 21. Juni 1993 | MB       |
| Mark Plotyczer                                                                          | 14  | Vereinigtes Königreich       | 1,95 m | 19. Feb. 1987 | MB       |
| Jens Sandmeier                                                                          | 10  | Österreich                   | 2,00 m | 16. Aug. 1995 | AA       |
| Robert Schramm                                                                          | 13  | Deutschland                  | 2,06 m | 16. Dez. 1989 | MB       |
| David Sossenheimer                                                                      | 5   | Deutschland                  | 1,93 m | 21. Juni 1996 | AA       |
| Ángel Trinidad de Haro                                                                  | 2   | Spanien                      | 1,95 m | 27. März 1993 | Z        |
| Oskar Wetter                                                                            | 15  | Deutschland                  | 1,91 m | 14. Juni 1995 | Z        |
| Positionen: AA = Annahme/Außen, D = Diagonal, L = Libero, MB = Mittelblock, Z = Zuspiel |     |                              |        |               |          |

### Saison 2013/14

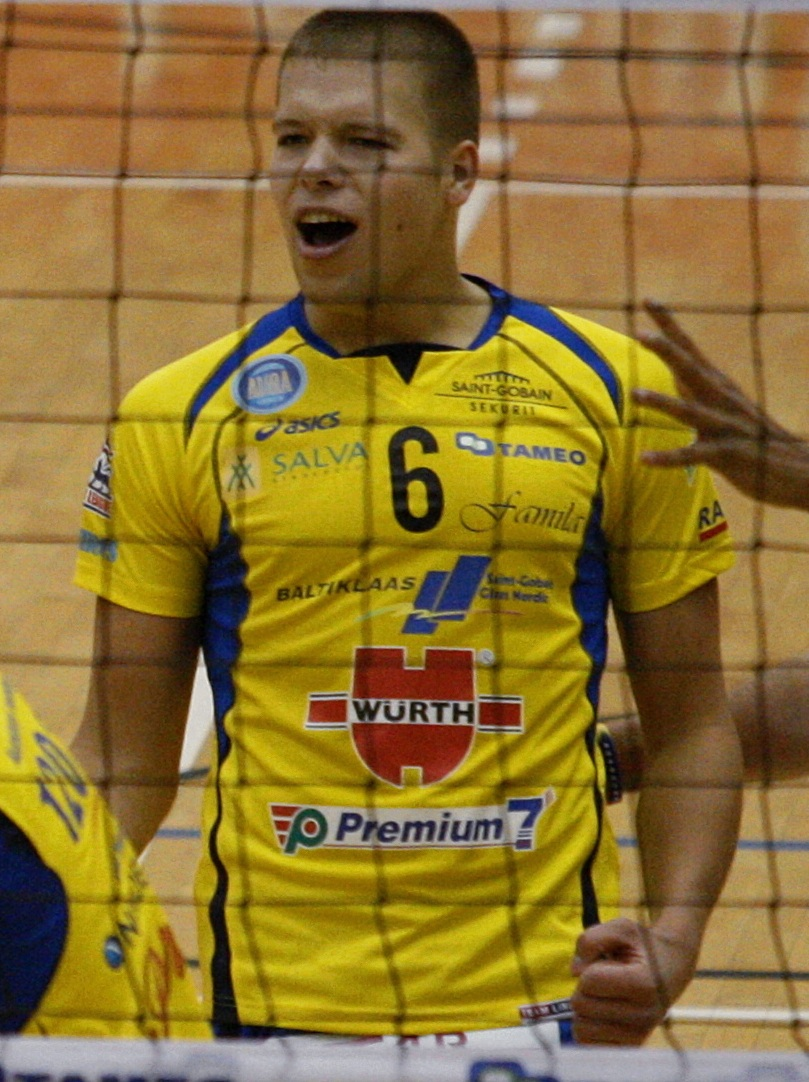
Martti Juhkami

| Name                                                                                    | Nr. | Nation             | Größe  | Geburtsdatum  | Position |
| --------------------------------------------------------------------------------------- | --- | ------------------ | ------ | ------------- | -------- |
| Andri Aganits                                                                           | 12  | Estland            | 2,07 m | 7. Sep. 1993  | MB       |
| Björn Höhne                                                                             | 10  | Deutschland        | 1,93 m | 27. März 1991 | AA       |
| Axel Jacobsen                                                                           | 6   | Dänemark           | 1,96 m | 10. Juli 1984 | Z        |
| Martti Juhkami                                                                          | 1   | Estland            | 1,95 m | 6. Juni 1988  | AA       |
| Tomáš Kocian-Falkenbach                                                                 | 5   | Tschechien         | 1,92 m | 27. März 1988 | Z        |
| Valters Lagzdins                                                                        | 3   | Deutschland        | 1,91 m | 3. März 1989  | D        |
| Dávid Molnár                                                                            | 11  | Ungarn             | 1,93 m | 22. Nov. 1984 | L        |
| Marvin Prolingheuer                                                                     | 8   | Deutschland        | 2,10 m | 29. Juni 1990 | D        |
| Florian Ringseis                                                                        | 14  | Österreich         | 1,88 m | 9. Juli 1992  | L        |
| Joseph Sunder                                                                           | 17  | Vereinigte Staaten | 2,05 m | 18. Mai 1989  | AA       |
| Lukasz Szarek                                                                           | 2   | Polen              | 2,01 m | 22. Feb. 1990 | AA       |
| Nicholas Vogel                                                                          | 7   | Vereinigte Staaten | 2,07 m | 5. Feb. 1990  | MB       |
| Lars Wilmsen                                                                            | 4   | Deutschland        | 2,03 m | 14. Juli 1993 | MB       |
| Positionen: AA = Annahme/Außen, D = Diagonal, L = Libero, MB = Mittelblock, Z = Zuspiel |     |                    |        |               |          |

### Saison 2012/13

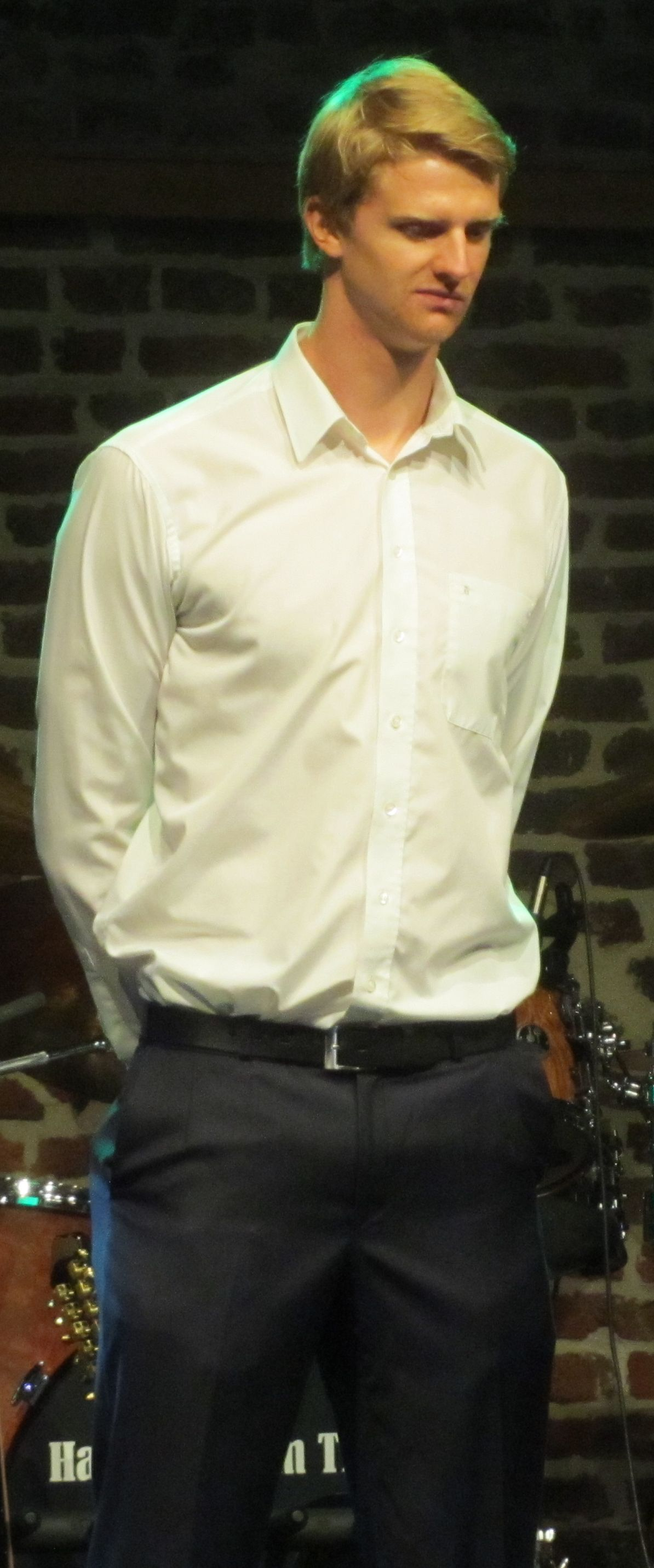
Marvin Prolingheuer

| Name                                                                                    | Nr. | Nation             | Größe  | Geburtsdatum  | Position |
| --------------------------------------------------------------------------------------- | --- | ------------------ | ------ | ------------- | -------- |
| Bas van Bemmelen                                                                        | 4   | Niederlande        | 2,07 m | 18. Aug. 1989 | MB       |
| Joel Bruschweiler                                                                       | 10  | Schweiz            | 1,95 m | 7. Juli 1985  | AA       |
| Luka Čubrilo                                                                            | 17  | Serbien            | 2,04 m | 22. Juli 1988 | Z        |
| Valters Lagzdins                                                                        | 3   | Deutschland        | 1,91 m | 3. März 1989  | D        |
| Paul Lohrisch                                                                           | 2   | Deutschland        | 2,00 m | 11. Apr. 1987 | AA       |
| Dávid Molnár                                                                            | 11  | Ungarn             | 1,93 m | 22. Nov. 1984 | L        |
| Nikola Poluga                                                                           | 13  | Serbien            | 2,02 m | 1. März 1986  | MB       |
| Marvin Prolingheuer                                                                     | 8   | Deutschland        | 2,10 m | 29. Juni 1990 | D        |
| Cory Riecks                                                                             | 9   | Vereinigte Staaten | 2,03 m | 7. Nov. 1988  | AA       |
| Florian Ringseis                                                                        | 14  | Österreich         | 1,88 m | 9. Juli 1992  | L        |
| Moises dos Santos Cesar                                                                 | 5   | Brasilien          | 2,06 m | 9. Apr. 1983  | MB       |
| Erik Weber                                                                              | 12  | Deutschland        | 1,94 m | 10. Nov. 1988 | Z        |
| Positionen: AA = Annahme/Außen, D = Diagonal, L = Libero, MB = Mittelblock, Z = Zuspiel |     |                    |        |               |          |

### Saison 2011/12

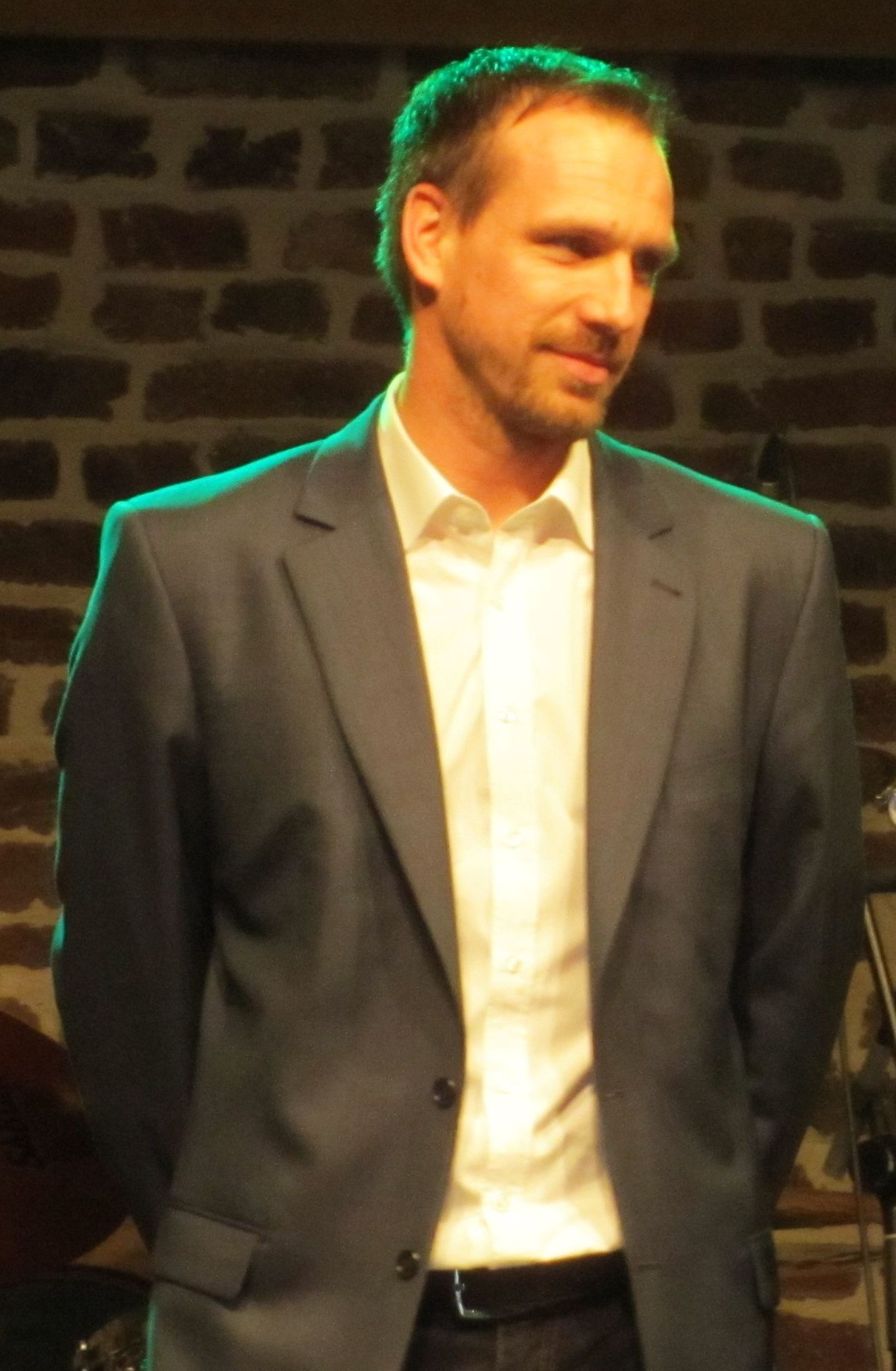
Matthias Pompe (2015)

| Name                                                                                    | Nr. | Nation                  | Größe  | Geburtsdatum  | Position |
| --------------------------------------------------------------------------------------- | --- | ----------------------- | ------ | ------------- | -------- |
| Joel Bruschweiler                                                                       | 10  | Schweiz                 | 1,95 m | 7. Juli 1985  | AA       |
| Axel Jacobsen                                                                           | 8   | Dänemark                | 1,96 m | 10. Juli 1984 | Z        |
| Alexander Kurzbach                                                                      | 6   | Deutschland             | 2,03 m | 10. Okt. 1991 | MB       |
| Valters Lagzdins                                                                        | 3   | Deutschland             | 1,91 m | 3. März 1989  | D        |
| Paul Lohrisch                                                                           | 2   | Deutschland             | 2,00 m | 11. Apr. 1987 | AA       |
| Dávid Molnár                                                                            | 11  | Ungarn                  | 1,93 m | 22. Nov. 1984 | L        |
| Nikola Poluga                                                                           | 13  | Serbien                 | 2,02 m | 1. März 1986  | MB       |
| Matthias Pompe                                                                          | 7   | Deutschland             | 1,98 m | 15. Feb. 1984 | AA       |
| Marvin Prolingheuer                                                                     | 8   | Deutschland             | 2,10 m | 29. Juni 1990 | D        |
| Nikola Renovica                                                                         | 1   | Bosnien und Herzegowina | 2,02 m | 15. Dez. 1982 | D        |
| Moises dos Santos Cesar                                                                 | 5   | Brasilien               | 2,06 m | 9. Apr. 1983  | MB       |
| Erik Weber                                                                              | 12  | Deutschland             | 1,94 m | 10. Nov. 1988 | Z        |
| Positionen: AA = Annahme/Außen, D = Diagonal, L = Libero, MB = Mittelblock, Z = Zuspiel |     |                         |        |               |          |

### Saison 2010/11
| Name                                                                                    | Nr. | Nation      | Größe  | Geburtsdatum  | Position |
| --------------------------------------------------------------------------------------- | --- | ----------- | ------ | ------------- | -------- |
| Ryan Anselma                                                                            | 6   | Niederlande | 2,00 m | 12. Jan. 1989 | MB       |
| Joel Bruschweiler                                                                       | 10  | Schweiz     | 1,95 m | 7. Juli 1985  | AA       |
| Benjamin Dollhofer                                                                      | 15  | Deutschland | 1,93 m | 24. März 1991 | L        |
| Herman Marie Engala                                                                     | 1   | Kamerun     | 2,08 m | 29. Dez. 1985 | MB       |
| Jonas Hanenberg                                                                         | 8   | Deutschland | 2,05 m | 19. Juli 1989 | MB       |
| Jonas Hemlein                                                                           | 9   | Deutschland | 2,00 m | 16. Jan. 1989 | Z        |
| Valters Lagzdins                                                                        | 3   | Deutschland | 1,91 m | 3. März 1989  | D        |
| Dávid Molnár                                                                            | 11  | Ungarn      | 1,93 m | 22. Nov. 1984 | L        |
| Heriberto Quero                                                                         | 4   | Venezuela   | 1,89 m | 6. März 1977  | D        |
| Vladimir Rakić                                                                          | 5   | Serbien     | 1,95 m | 15. März 1977 | MB       |
| Sebastian Richter                                                                       | 12  | Deutschland | 1,99 m | 5. Apr. 1987  | AA       |
| Albertus Sturkenboom                                                                    | 2   | Niederlande | 1,96 m | 10. Nov. 1983 | Z        |
| Thiago José Welter                                                                      | 7   | Brasilien   | 1,94 m | 4. Apr. 1988  | AA       |
| Positionen: AA = Annahme/Außen, D = Diagonal, L = Libero, MB = Mittelblock, Z = Zuspiel |     |             |        |               |          |

### Saison 2009/10
| Name                                                                                    | Nr. | Nation                  | Größe  | Geburtsdatum  | Position |
| --------------------------------------------------------------------------------------- | --- | ----------------------- | ------ | ------------- | -------- |
| Benjamin Dollhofer                                                                      | 15  | Deutschland             | 1,93 m | 24. März 1991 | AA       |
| Junior Charles Engohe                                                                   | 2   | Kamerun                 | 1,94 m | 22. Apr. 1984 | AA       |
| Jonas Hemlein                                                                           | 9   | Deutschland             | 2,00 m | 16. Jan. 1989 | Z        |
| Goran Iliev                                                                             | 7   | Nordmazedonien          | 2,00 m | 16. Jan. 1972 |          |
| Robert Klein                                                                            | 13  | Vereinigte Staaten      | 1,95 m | 16. Jan. 1985 |          |
| Valters Lagzdins                                                                        | 10  | Deutschland             | 1,91 m | 3. März 1989  | D        |
| Lukas Lampe                                                                             | 3   | Deutschland             | 1,95 m | 3. März 1987  |          |
| Dávid Molnár                                                                            | 11  | Ungarn                  | 1,93 m | 22. Nov. 1984 | L        |
| Alexandar Ondelj                                                                        | 6   | Vereinigte Staaten      | 1,94 m | 8. März 1982  | Z        |
| Ranko Pupić                                                                             | 8   | Bosnien und Herzegowina | 1,92 m | 23. Dez. 1984 | D        |
| Heriberto Quero                                                                         | 4   | Venezuela               | 1,89 m | 6. März 1977  | D        |
| Vladimir Rakić                                                                          | 5   | Serbien                 | 1,95 m | 15. März 1977 | MB       |
| Positionen: AA = Annahme/Außen, D = Diagonal, L = Libero, MB = Mittelblock, Z = Zuspiel |     |                         |        |               |          |

### Saison 2008/09
| Name                                                                                    | Nr. | Nation             | Größe  | Geburtsdatum  | Position |
| --------------------------------------------------------------------------------------- | --- | ------------------ | ------ | ------------- | -------- |
| Benjamin Dollhofer                                                                      | 4   | Deutschland        | 1,93 m | 24. März 1991 | AA       |
| Junior Charles Engohe                                                                   | 2   | Kamerun            | 1,94 m | 22. Apr. 1984 | AA       |
| Mathieu Firmant                                                                         | 13  | Frankreich         | 1,94 m | 28. Aug. 1979 |          |
| Nik Fuess                                                                               | 12  | Kanada             | 1,98 m | 28. Aug. 1979 | MB       |
| Christian Herbers                                                                       | 8   | Deutschland        | 1,95 m | 3. März 1977  | D        |
| Goran Iliev                                                                             | 7   | Nordmazedonien     | 2,00 m | 16. Jan. 1972 |          |
| Marvin Klass                                                                            | 11  | Deutschland        | 1,87 m | 12. Nov. 1988 | AA       |
| Valters Lagzdins                                                                        | 10  | Deutschland        | 1,91 m | 3. März 1989  | D        |
| Lukas Lampe                                                                             | 9   | Deutschland        | 1,95 m | 3. März 1987  |          |
| Hannes Maisch                                                                           | 14  | Deutschland        | 1,80 m | 16. Jan. 1988 | Z        |
| Alexandar Ondelj                                                                        | 6   | Vereinigte Staaten | 1,94 m | 8. März 1982  | Z        |
| Sebastian Richter                                                                       | 5   | Deutschland        | 1,99 m | 5. Apr. 1987  | AA       |
| Positionen: AA = Annahme/Außen, D = Diagonal, L = Libero, MB = Mittelblock, Z = Zuspiel |     |                    |        |               |          |

### Saison 2007/08
| Name                                                                                    | Nr. | Nation             | Größe  | Geburtsdatum  | Position |
| --------------------------------------------------------------------------------------- | --- | ------------------ | ------ | ------------- | -------- |
| Kristen Cléro                                                                           | 5   | Deutschland        | 1,79 m | 24. Sep. 1990 | Z        |
| Benjamin Dollhofer                                                                      | 15  | Deutschland        | 1,93 m | 24. März 1991 | L        |
| Junior Charles Engohe                                                                   | 2   | Kamerun            | 1,94 m | 22. Apr. 1984 | AA       |
| Nik Fuess                                                                               | 12  | Kanada             | 1,98 m | 28. Aug. 1979 | MB       |
| Christian Herbers                                                                       | 8   | Deutschland        | 1,95 m | 3. März 1977  | D        |
| Goran Iliev                                                                             | 7   | Nordmazedonien     | 2,00 m | 16. Jan. 1972 |          |
| Marvin Klass                                                                            | 11  | Deutschland        | 1,87 m | 12. Nov. 1988 | AA       |
| Valters Lagzdins                                                                        | 10  | Deutschland        | 1,91 m | 3. März 1989  | D        |
| Alexandar Ondelj                                                                        | 6   | Vereinigte Staaten | 1,94 m | 8. März 1982  | Z        |
| Sebastian Richter                                                                       | 9   | Deutschland        | 1,99 m | 5. Apr. 1987  | AA       |
| Positionen: AA = Annahme/Außen, D = Diagonal, L = Libero, MB = Mittelblock, Z = Zuspiel |     |                    |        |               |          |

### Saison 2006/07
| Name                                                                                    | Nr. | Nation      | Größe  | Geburtsdatum  | Position |
| --------------------------------------------------------------------------------------- | --- | ----------- | ------ | ------------- | -------- |
| Florian Esly                                                                            | 12  | Deutschland | 1,89 m | 20. Feb. 1991 | AA       |
| Christian Herbers                                                                       | 8   | Deutschland | 1,95 m | 3. März 1977  | D        |
| Hannes Maisch                                                                           | 14  | Deutschland | 1,80 m | 16. Jan. 1988 | Z        |
| Simon Quenzer                                                                           | 10  | Deutschland | 1,95 m | 16. Okt. 1989 | AA       |
| Positionen: AA = Annahme/Außen, D = Diagonal, L = Libero, MB = Mittelblock, Z = Zuspiel |     |             |        |               |          |